# Lissocarena semicuprea
Lissocarena semicuprea är en fjärilsart som beskrevs av Turner 1923. Lissocarena semicuprea ingår i släktet Lissocarena och familjen signalmalar. Inga underarter finns listade i Catalogue of Life.